# August Warnecke
August Warnecke war ein deutscher Hersteller von Porzellan.
Die Firma Warnecke wurde 1925 von August Warnecke (* 1903) gegründet. Das Stammhaus befand sich in der Schnackenburgallee in Hamburg. Es wurden eigene Dekore wie „Ostfriesische Rose“, „Ostfriesland“, „Hybiscus“, „Friesisch Blau“, „China Purpur“ und auch „Nikko Grün“ entwickelt. Zunächst wurden diese Serien handbemalt, später im Stahlstichverfahren aufgebracht. Die Herstellung erfolgte in Großbritannien (Wedgwood, Copeland), Ungarn (Herend), Italien (Venini, Bitossi), China und Japan. Gläser wurden aus Österreich importiert. Alle Fertigungen wurden mit dem Firmensymbol, einer blauen AW-Amphore mit Zweigen an beiden Seiten als Herstellermarke gekennzeichnet. Anfang der 1990er Jahre wurde das Logo „modernisiert“.
Die Firma Warnecke stellte die Produktion im Jahre 1999 ein.
August Warnecke besaß eine große Sammlung an Glaskunst der Traditionsfirma Venini (Murano), die 2012 bei Christie’s Paris über eine Million Euro erbrachte; eine Vase von Carlo Scarpa erzielte dabei den Rekordpreis von 241.000 €.

## Werke
- Warnecke, August: Glas der Gegenwart. Baccarat, Orrefors, Venini. Ausstellungskatalog des Museums für Kunsthandwerk in Frankfurt/Main. Hamburg 1963 (59 Seiten)